# Église Saint-Barthélemy-le-Grand de Londres
L'église prieurale Saint-Barthélemy-le-Grand (anglais : Priory Church of St Bartholomew the Great) est une église historique anglicane située à l'ouest de Smithfield à Londres, fondée en tant que prieuré augustinien en 1123.

## Histoire
L'église possède la plus significative architecture d'intérieur romane de la cité de Londres. Elle fut fondée en 1123 par le Rahère, prébendier de la cathédrale Saint-Paul de Londres.
L'église était initialement une partie du prieuré, accolée au « St Bartholomew's Hospital ». Si l'hôpital a survécu à la dissolution des monastères, plus de la moitié de l'église du prieuré fut détruite en 1543.
L'église échappe au grand incendie de Londres en 1666, mais tombe en décrépitude. Occupée par des mal-logés au cours du XVIIIe siècle, elle est restaurée et reconstruite par Sir Aston Webb à la fin du XIXe siècle, après les années de la fréquentation du Dr W. G. Grace.
Le nom abrégé de l'église (aujourd'hui parfois abrégé en Great St Barts) est lié à la présence de l'hôpital du Saint-Barthélemy (« Barts ») qui lui est accolé. L'église et l'hôpital portent leur nom complet en l'hommage à Saint-Barthélémy (« Saint Bartholomew » en anglais).
Cette église médiévale est classée Grade I dans la liste des bâtiments classés à Londres du 4 janvier 1950. À partir de novembre 2007, Saint-Barthélemy-le-Grand commence à faire payer l'entrée aux touristes qui n'assistent pas à l'Eucharistie.

## Description

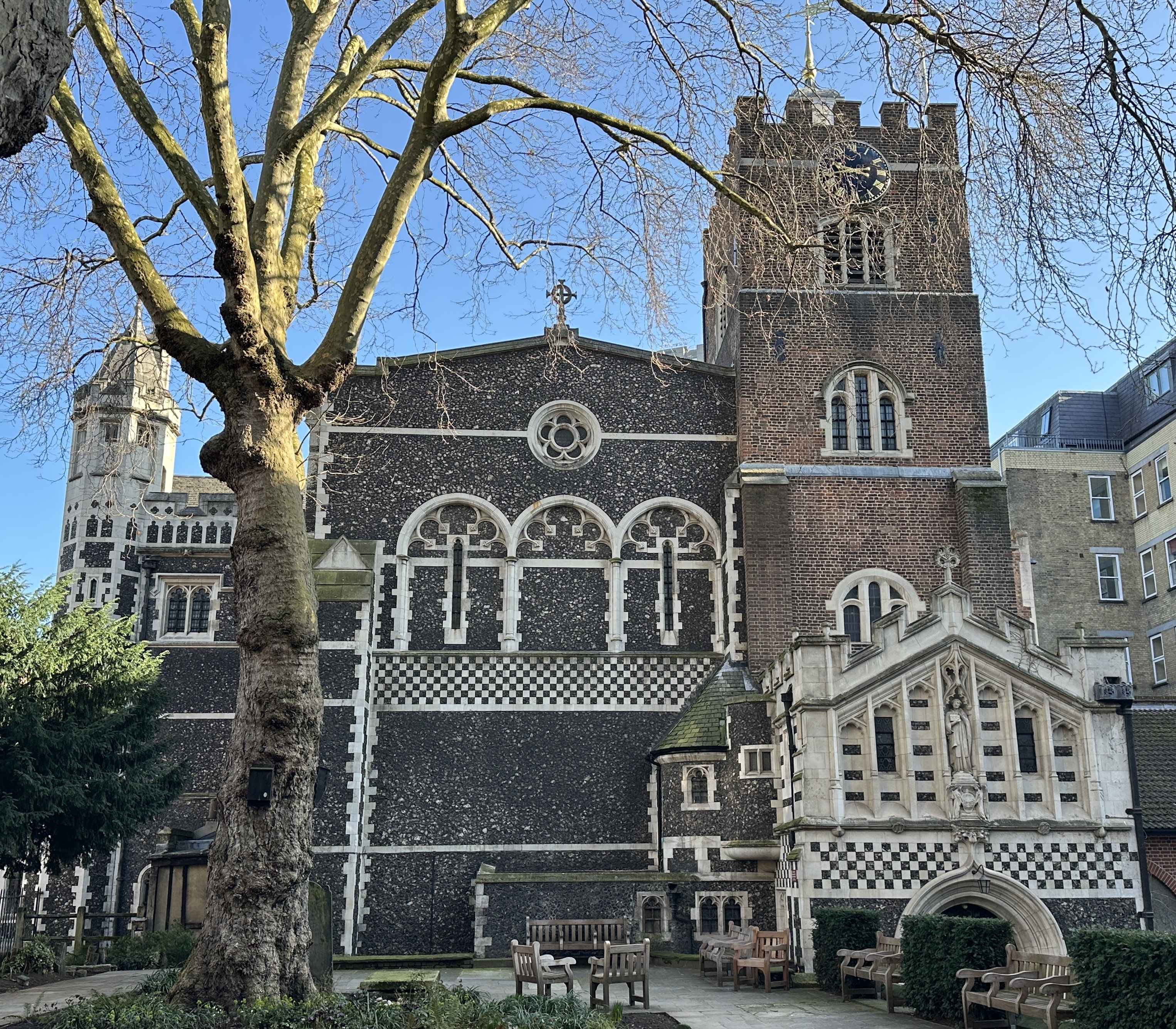
Façade ouest.

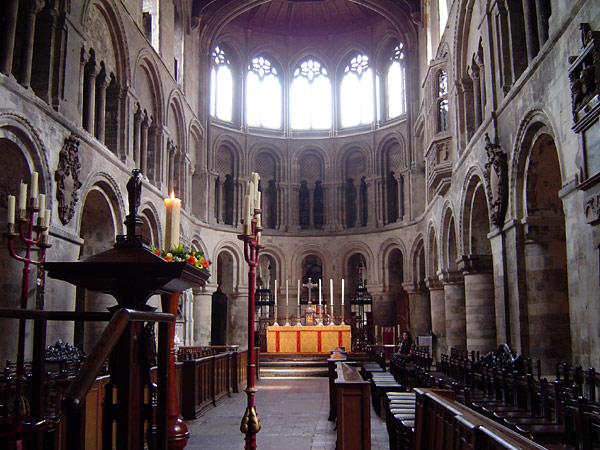
Intérieur de l'église prieurale où se trouve la tombe du prieur Rahère.

### Tour de l'Horloge
La tour de l'horloge en briques a été construite dans le coin sud-ouest de l'église, tronquée au début du XVIIe siècle. Elle possède une petite coupole en bois et abrite l'anneau antérieur de cloches d'avant la Réforme qui ont été coulées entre 1500 et 1514.

### Monument de Rahere
Immédiatement au nord du maître-autel se trouve le monument dédié au fondateur Rahere, dans un mélange de styles gothique décoré et gothique perpendiculaire. Une effigie peinte repose sur le tombeau, sous un dais élaboré. On ignore s'il s'agit du lieu de repos de Rahere ou de son monument, car il a été construit environ 250 ans après sa mort.

### L'oriel

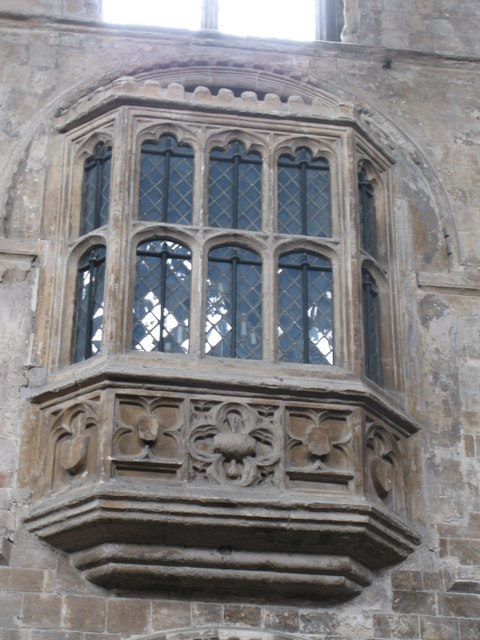
L'oriel du prieur William Bolton.

L' oriel intérieur fut installé au début du XVIe siècle par le prieur William Bolton,, prétendument pour surveiller les moines. Le symbole du panneau central représente un carreau d'arbalète traversant un tonneau, rébus ou jeu de mots sur le nom du prieur.

### Bâtiments monastiques
Très peu de traces des bâtiments monastiques subsistent aujourd'hui au-dessus du sol, mais les trois travées fragmentaires du cloître du XVe siècle ont été restaurées et agrandies de cinq travées supplémentaires en réplique dans les années 1920. L'empreinte du quadrilatère du cloître a été recréée en tant qu'espace gazonné lorsque les bâtiments adjacents ont été réaménagés en 2019. L'étendue approximative de l'enceinte monastique est définie par la rue moderne de Bartholomew Close et Cloth Fair.

## Culture
L'église prieurale, où le 11e duc de Devonshire a épousé l'hon. Deborah Mitford en 1941, se retrouve dans le film Quatre Mariages et un Enterrement (1994) et d'autres.
Le temple était l'emplacement de six chansons de Libera.